# Disha Ravi

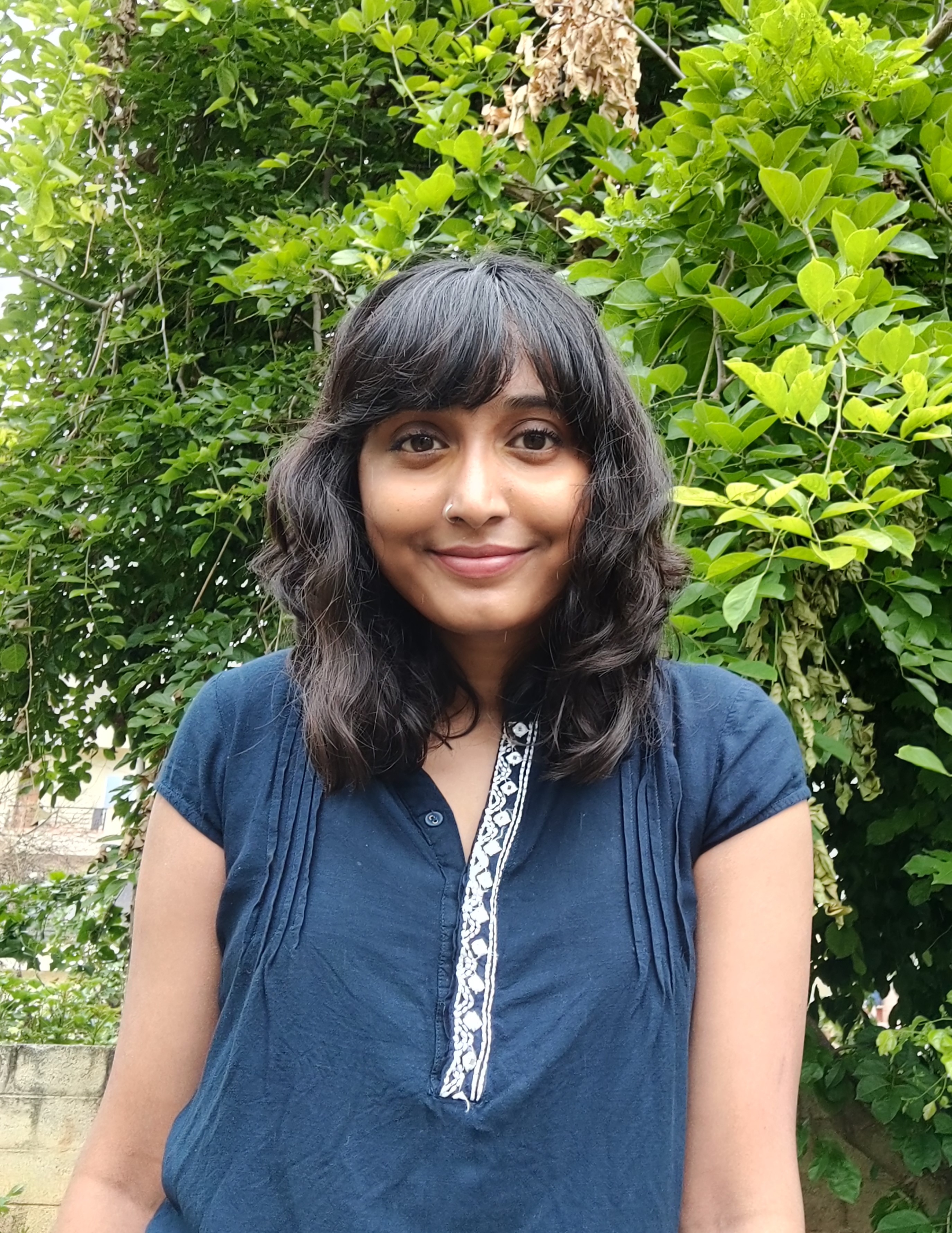
Disha Ravi

Disha Ravi (Hindi दिशा रवि; geb. in Bangalore, heute Bengaluru) ist eine indische Klimaschützerin.

## Leben
Ravis Großeltern waren Bauern, ihre Eltern sind Unterstützer des hindunationalistischen Premierministers Narendra Modi. Ravi absolvierte ein Bachelorstudium der Betriebswirtschaftslehre am Mount Carmel College, dem ersten Frauenkolleg des Landes. Ihre Großeltern kämpften mit Dürre oder Flut, was Ravi zu Nachforschungen veranlasste und schließlich zur Klimaschützerin werden ließ. Sie sagte dazu: „Meine Motivation, der Klimabewegung beizutreten, kommt daher, dass ich gesehen habe, wie meine Großeltern, die Bauern sind, mit den Auswirkungen des Klimawandels zu kämpfen haben.“

## Wirken
Ravi ist für ihr umweltpolitisches Engagement bekannt. Sie organisiert regelmäßig Müllsammelaktionen, ist Mitbegründerin von Fridays for Future in Indien, und macht sich für Aufforstungen stark. Sie war Koautorin eines Dokuments, das die schwedische Klimaaktivistin Greta Thunberg auf Twitter geteilt hat.
Ravi wurde im Februar 2021 in Delhi wegen Beihilfe zu einer Protestanleitung kurzzeitig verhaftet, wobei ihr Volksverhetzung, Förderung der Feindschaft zwischen Gruppierungen und kriminelle Verschwörung vorgeworfen wurden. Prominente wie der Historiker Ramachandra Guha, Delhis Chief Minister Arvind Kejriwal, der Kongresspolitiker Jairam Ramesh und die Journalistin Rana Ayyub verurteilten die Festnahme als Angriff auf die Demokratie scharf. Bei weiten Teilen der indischen Bevölkerung sorgte die Festnahme für Empörung. Sie kam kurz darauf auf Kaution frei, nachdem ein Gericht befand, dass die Beweise gegen Ravi unzureichend seien.